# 67 (număr)
67 (șaizeci și șaptelea) este numărul natural care urmează după 66 și precede pe 68 într-un șir crescător de numere naturale.

## În matematică
67:
- Este al 19-lea număr prim.[1] Formează o pereche de numere prime verișoare cu 71 (diferența dintre cele două numere este de patru unități).[2]
- Este un număr prim aditiv,[3][4] un prim bun,[5][6] un prim Chen,[7] un prim cubic generalizat,[8] un prim izolat,[9][10] un prim plat,[11][12] un prim neregulat⁠(d)[13][14] un prim norocos,[15] un prim Ramanujan,[16][17] un prim Solinas,[18][19] un prim tare,[20][21] un prim subțire[22][23] și un prim trunchiabil la stânga.[24][25]
- Este un Număr Heegner.[26][27]
- Este un număr Størmer.[28][29]
- Este un număr prim Pillai deoarece 18! + 1 este divizibil cu 67, dar 67 nu este și multiplu de 18.[30][31]
- Este un număr centrat endecagonal.[32][33]
- Este un număr palindromic [34] în sistemele de numerație consecutive cvinariu și senar.
- Este suma a 5 numere prime consecutive: 67 = 7 + 11 + 13 + 17 + 19 .
- În baza de numerație octală, 6710 se notează 1038, în timp ce 10310 este 6716 în sistemul hexadecimal. Această proprietate se aplică tuturor numerelor de la 64 la 69.

## În știință
- Este numărul atomic al holmiului, un lantanid.

### În astronomie
- Messier 67 este un roi deschis cu o magnitudine 7,5 în constelația Racul.
- Obiectul NGC 67 din New General Catalogue este o galaxie eliptică în constelația Andromeda.
- 67 Asia este o planetă minoră.

## În muzică
- "Car 67" este un cântec al formației Driver 67.
- "Questions 67 and 68" este un cântec al formației Chicago.
- "Old '67" este un cîntec de pe CD-ul The Captain & The Kid al lui Elton John, din 2006.
- 67 este un grup de rap britanic.
- Rapperul Drake a lansat cântecul "Star67" în albumul său If You're Reading This It's Too Late.

## În alte domenii
67 se poate referi la:
- Numărul departmentului Bas-Rhin din Franța.